# Zuid-Bohemen
Zuid-Bohemen (Tsjechisch: Jihočeský kraj) is een Tsjechische bestuursregio en ligt in het zuiden van het land.
De hoofdstad van de regio is České Budějovice. De regio heeft circa 625.000 inwoners en beslaat meer dan 10.000 km².

## Bestuurlijke indeling

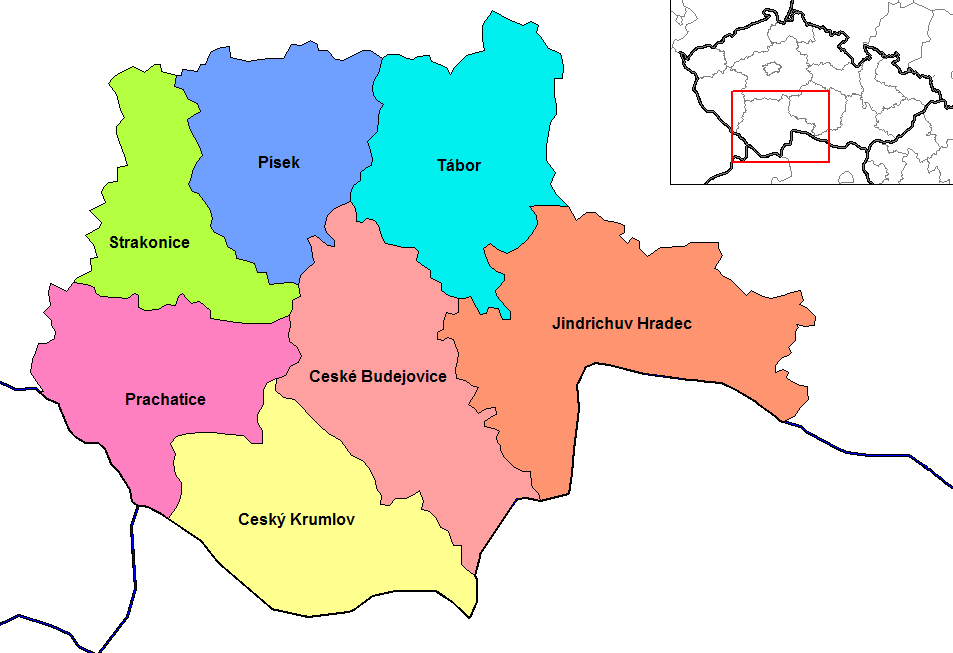
Districten van Zuid-Bohemen

De regio is opgedeeld in de volgende zeven districten (okresy):
- České Budějovice (CB)
- Český Krumlov (CK)
- Jindřichův Hradec (JH)
- Písek (PI)
- Prachatice (PT)
- Strakonice (ST)
- Tábor (TA)

## Grootste plaatsen
De volgende tabel bevat alle plaatsen met meer dan 5000 inwoners.
| Pos. | Plaats              | Inwoners | Okres             |
| ---- | ------------------- | -------- | ----------------- |
| 1    | České Budějovice    | 93.285   | České Budějovice  |
| 2    | Tábor               | 34.716   | Tábor             |
| 3    | Písek               | 29.824   | Písek             |
| 4    | Strakonice          | 23.020   | Strakonice        |
| 5    | Jindřichův Hradec   | 21.659   | Jindřichův Hradec |
| 6    | Český Krumlov       | 13.193   | Český Krumlov     |
| 7    | Prachatice          | 11.139   | Prachatice        |
| 8    | Milevsko            | 8.649    | Písek             |
| 9    | Třeboň              | 8.391    | Jindřichův Hradec |
| 10   | Týn nad Vltavou     | 8.053    | České Budějovice  |
| 11   | Dačice              | 7.548    | Jindřichův Hradec |
| 12   | Vimperk             | 7.534    | Prachatice        |
| 13   | Sezimovo Ústí       | 7.306    | Tábor             |
| 14   | Soběslav            | 7.086    | Tábor             |
| 15   | Kaplice             | 7.067    | Český Krumlov     |
| 16   | Vodňany             | 6.853    | Strakonice        |
| 17   | Blatná              | 6.731    | Strakonice        |
| 18   | Veselí nad Lužnicí  | 6.469    | Tábor             |
| 19   | Bechyně             | 5.180    | Tábor             |
| 20   | Hluboká nad Vltavou | 5.130    | České Budějovice  |
| 21   | Trhové Sviny        | 5.029    | České Budějovice  |

## Bezienswaardigheden
- Lipnomeer
- Bohemer Woud
- Nationaal park Šumava
- Blanský les met de berg Kleť
- Kasteel Hluboká in Hluboká nad Vltavou
- Rivier de Moldau (Vltava)
- Museum van de Centrale Otava-regio